# Chiến dịch An Lão
Chiến dịch An Lão là một chiến dịch lớn của quân và dân Khu 5 nhằm vào chi khu quận lỵ An Lão cùng các cứ điểm quân sự và hệ thống ấp chiến lược xung quanh ở Bình Định của chính quyền Việt Nam Cộng hòa, diễn ra từ ngày 7 đến ngày 23 tháng 12 năm 1964, để tiêu diệt một bộ phận sinh lực địch, giải phóng một khu vực rộng lớn, nối liền khu du kích của tỉnh Quảng Ngãi và tỉnh Bình Định, làm bàn đạp tiến xuống đồng bằng.
Giai đoạn đầu của chiến dịch từ ngày 7 đến ngày 9 tháng 12 năm 1964 thường được gọi là Chiến thắng An Lão, hay Trận An Lão.

Chiến thắng An Lão đánh dấu sự trưởng thành vượt bậc của Trung đoàn 2, được Bí thư thứ nhất Đảng Lao Động Việt Nam Lê Duẩn, thay mặt Trung ương cục miền Nam và Bộ Chỉ huy quân sự Miền khen ngợi và ghi nhận: 
Chiến thắng An Lão đánh dấu sự trưởng thành vượt bậc của chủ lực Quân khu mà nòng cốt là Trung đoàn 2. Lần đầu tiên, trên chiến trường Khu 5 xuất hiện phương thức tác chiến mới của bộ đội chủ lực, kết hợp với bộ đội địa phương, dân quân, du kích dưới hình thức tác chiến quy mô cấp trung đoàn.

Lần đầu tiên trên địa bàn Quân khu 5, Quân Giải phóng miền Nam Việt Nam (Quân Giải phóng) đánh bại hệ thống phòng ngự của Quân lực Việt Nam Cộng hòa (Quân lực VNCH) gồm cụm cứ điểm kết hợp với hệ thống ấp chiến lược; đồng thời đánh bại thủ đoạn đổ bộ bằng “trực thăng vận” của địch. Chiến thắng An Lão (Bình Định) cùng với chiến thắng Bình Giã (Bà Rịa - Vũng Tàu) đánh dấu sự phá sản về cơ bản chiến lược Chiến tranh đặc biệt của Mỹ ở miền Nam Việt Nam.

## Bối cảnh
Năm 1964, trước những thất bại liên tiếp trên mọi chiến trường, chính quyền Việt Nam Cộng Hòa (VNCH) ra sức tăng cường lực lượng chiếm giữ một số địa bàn miền núi trọng yếu nhằm khống chế các căn cứ của Mặt trận Dân tộc Giải phóng miền Nam Việt Nam. Thực hiện chính sách đó, VNCH cho xây dựng chi khu quân sự An Lão (nay thuộc xã An Trung, huyện An Lão).
Là một huyện miền núi nằm ở phía bắc Bình Định, cư dân chủ yếu là người H'rê, trong thời kháng chiến chống Pháp, An Lão là một căn cứ quan trọng của Khu 5. Địa bàn quận (nay là huyện) chủ yếu là vùng núi cao nhưng quận lỵ (nay là thị trấn An Lão) lại nằm lọt trong một thung lũng, án ngữ những đầu mối giao thông quan trọng. Trục lộ 56 (nay là tỉnh lộ 629) nối liền với Quốc lộ 1 ở Bồng Sơn về phía Nam. Tại phía bắc quận lỵ, trục lộ chia làm hai nhánh, một nhánh song song với sông An Lão chạy lên quận Ba Tơ (Quảng Ngãi), một nhánh khác cắt ngang sông chạy dọc thung lũng là con đường huyết mạch của chi khu An Lão.

## Mở màn
Quân lực VNCH tăng số quân bố trí phòng thủ ở chi khu lên tới 884, bao gồm hai đại đội và hai trung đội lính bảo an, 12 trung đội dân vệ, một trung đội pháo cối và một trung đội biệt kích. Ngoài lực lượng bảo vệ ban chỉ huy chi khu đặt tại quận lỵ, QLVNCH còn bố trí ba cứ điểm: Núi Một (còn gọi là cao điểm 193) nằm ở phía bắc cầu An Lão, án ngữ con đường nối huyện lỵ với vùng phía tây bắc; Núi Mít (ở Long Thạnh); và suối Bà Nhỏ (ở Hội Long). Dân quanh vùng bị gom lại vào ở trong 8 ấp chiến lược, mỗi ấp có một trung đội dân vệ canh giữ.
Trong hệ thống phòng thủ liên hoàn này, Núi Một là căn cứ chính. Tại đây, QLVNCH bố trí một đại đội bảo an, một trung đội pháo cối 106 mm, 1 trung đội biệt kích và một trung đội dân vệ.
Để mở rộng vùng giải phóng ra địa bàn có ý nghĩa quan trọng này, đầu tháng 12 năm 1964, Đảng ủy và Bộ chỉ huy Quân khu 5 quyết định tấn công chi khu quận lỵ An Lão. Với quyết tâm tiêu diệt gọn, Quân Giải phóng đã tập trung lực lượng áp đảo quân địch. Cùng với một đại đội của tỉnh, 8 trung đội của các quận (huyện) và lực lượng du kích các xã, Quân khu còn tăng cường thêm Trung đoàn 2 bộ đội chủ lực và Tiểu đoàn 409 bộ đội đặc công (trực thuộc Quân khu).

## Diễn biến
Đúng 1 giờ 5 phút sáng ngày 7/12/1964, Quân Giải phóng phát lệnh nổ súng tấn công vào cao điểm 193 (núi Một), mở đầu cho cuộc tổng công kích trên toàn tuyến. Sau gần 1 giờ chiến đấu, toàn bộ lực lượng VNCH đóng ở 11 cứ điểm và 8 ấp chiến lược trên toàn tuyến phòng thủ nằm dọc đường 56 (Bồng Sơn - An Lão) dài 17 km bị Quân Giải phóng tiêu diệt và bắt sống. Sau đó, lực lượng Quân Giải phóng chuyển sang bao vây Chi khu quận lỵ An Lão và bố trí phục kích, sẵn sàng đánh quân tiếp viện của Quân lực VNCH.
Trong suốt ngày 7/12 đến 8 giờ sáng ngày 8/12/1964, Quân lực VNCH dùng máy bay cường kích tập trung bắn phá quanh cao điểm 193 để dọn bãi đổ quân ứng cứu bằng trực thăng UH-1, nhưng sau nhiều lần bị QGP đánh trả quyết liệt, phải chuyển sang ứng cứu bằng đường bộ. Cánh quân bộ từ Bồng Sơn có 6 xe thiết giáp M113 dẫn đầu cùng một tiểu đoàn bộ binh (trực thuộc trung đoàn 40, Sư đoàn 22 bộ binh VNCH) phản kích tiến lên theo đường 56 cũng bị tiêu diệt và đẩy lùi.
Co cụm lại để chống trả, nhưng cũng chỉ cầm cự được cho đến ngày 23/12/1964 thì toàn bộ lực lượng VNCH ở An Lão phải rút chạy xuống Mỹ Thành (Hoài Ân), đánh dấu cuộc tiến công của Quân Giải phóng ở An Lão toàn thắng.

## Tưởng nhớ
- Ghi nhận tầm vóc và ý nghĩa lịch sử của sự kiện này, ngày 18 tháng 4 năm 2013, Bộ Văn hóa, Thể thao và Du lịch đã ra quyết định xếp hạng di tích lịch sử Chiến thắng An Lão (ở xã An Tân, huyện An Lão, tỉnh Bình Định) là Di tích lịch sử cấp quốc gia.[1]
- Bản đồ trận An Lão Lưu trữ ngày 12 tháng 11 năm 2021 tại Wayback Machine được hai hãng Antimatter Games và Tripwire Interactive cùng cộng tác đưa vào trong trò chơi en: Rising Storm 2: Vietnam phát hành trên toàn thế giới năm 2017.